# Molgula satyrus
Molgula satyrus is een zakpijpensoort uit de familie van de Molgulidae. De wetenschappelijke naam van de soort werd in 1993 voor het eerst geldig gepubliceerd door het echtpaar Claude en Françoise Monniot.